# Coddle

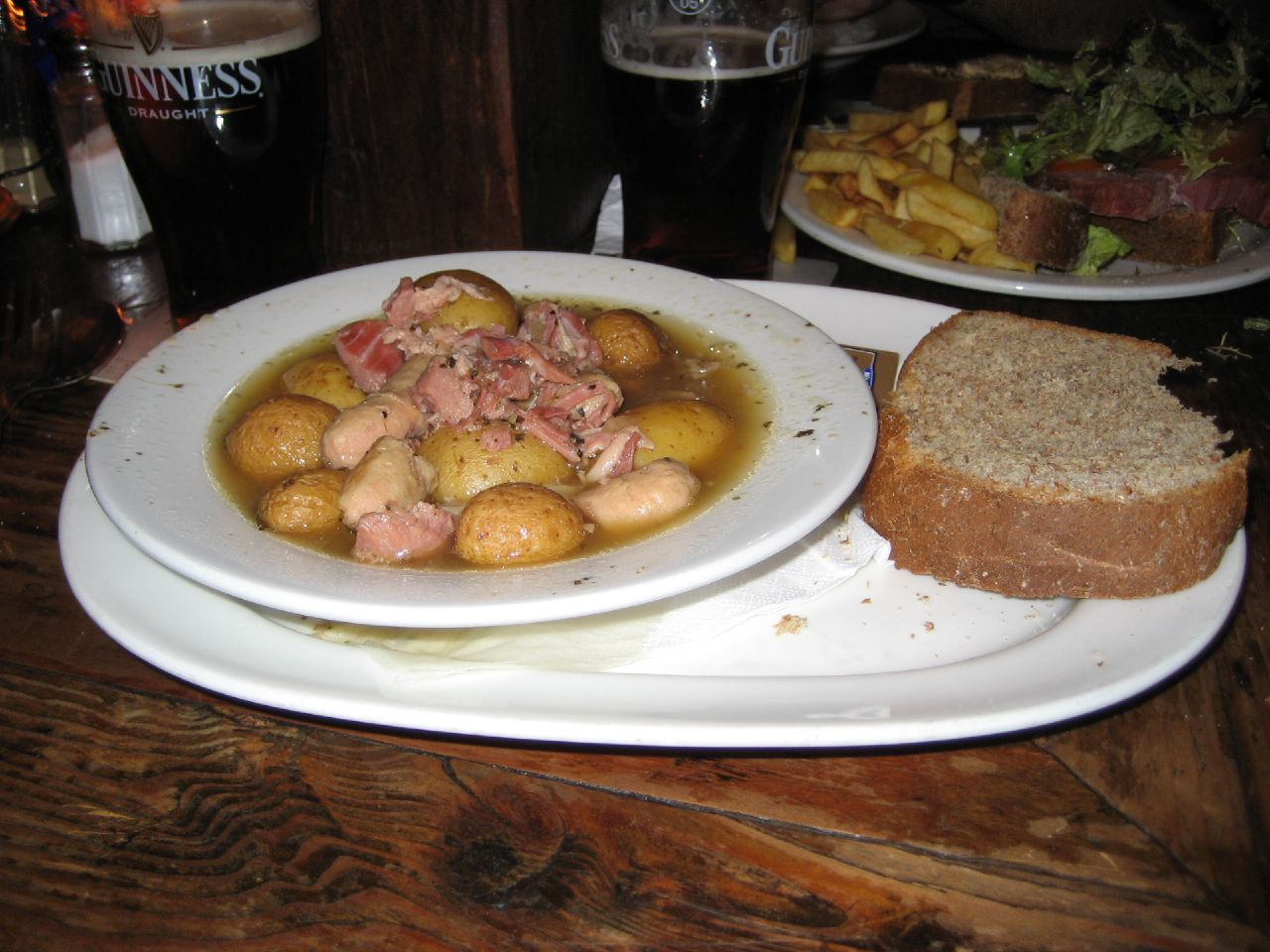
Coddle

Coddle – irlandzka potrawa tradycyjnie związana z Dublinem.
Potrawa składa się z warstwy gotowanych parówek wieprzowych i tłustego bekonu z pokrojonymi w plasterki ziemniakami i cebulą w wywarze z plastrów bekonu i kiełbasek. Przyprawami są przeważnie sól, pieprz i pietruszka. Potrawa może być podawana z cydrem lub Guinnessem.
Było to podobno ulubione danie Deana (Jonathan Swift) i odniesienia do tego dania pojawiają się w literaturze włączając dzieła Jamesa Joyce’a.